# Thecocarcelia melanohalterata
Thecocarcelia melanohalterata là một loài ruồi trong họ Tachinidae.